# Arnold von Rutkowski
Arnold von Rutkowski (* 16. Februarjul. / 28. Februar 1865greg. im Pastorat von Hofzumberg, Gouvernement Kurland, Russisches Kaiserreich; † 14. März 1919 in Mitau, Lettische SPR), mit vollem Namen Arnold Alexander von Rutkowski, auch Arnold Rutkowski beziehungsweise Arnold Alexander Rutkowski geschrieben, lettisch Arnolds fon Rutkovskis beziehungsweise Arnolds Rutkovskis, war ein deutschbaltischer Geistlicher. Er gilt als evangelischer Märtyrer und ist auf dem Rigaer Märtyrerstein verzeichnet.
Die Datumsangaben in diesem Artikel richten sich, wenn nicht anders angegeben, für den Zeitraum bis 1918 nach dem julianischen Kalender.

## Leben

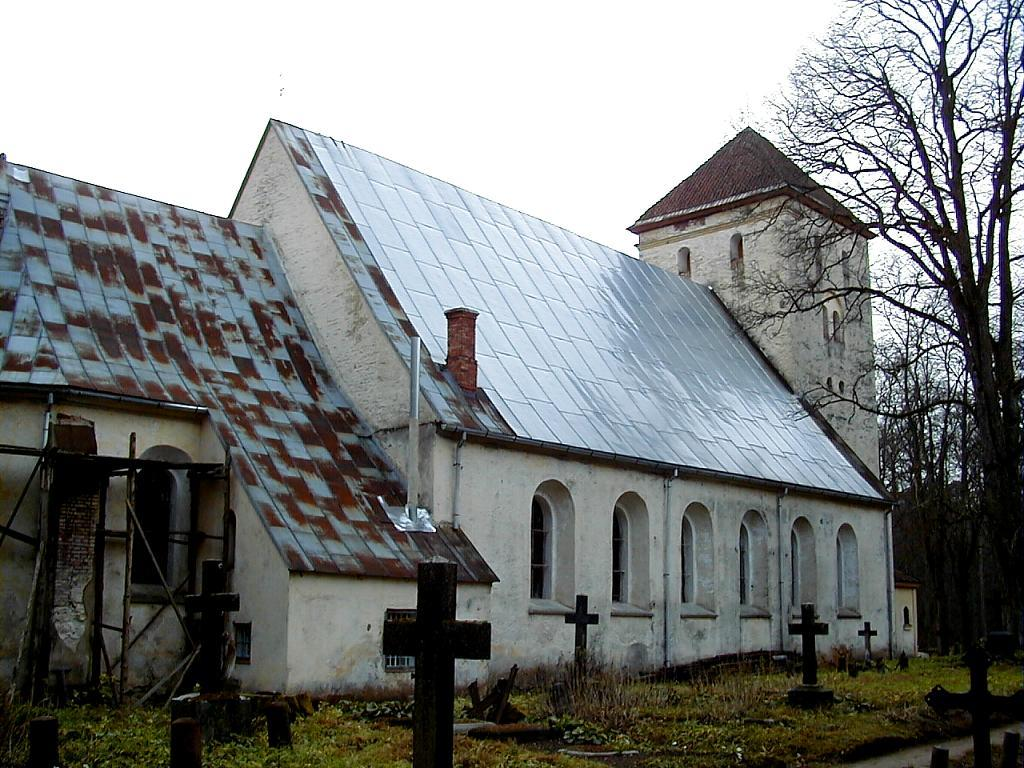
Kirche in Hofzumberg

Arnold von Rutkowskis Vater war der Propst Adolf von Rutkowski. Arnold von Rutkowskis Eltern hatten 13 Kinder, deren sechstes er war. Er wuchs in dem alten Pastorat auf und erhielt zunächst Hausunterricht. Von 1879 bis 1883 besuchte er das Gymnasium in Goldingen, wonach er von 1883 bis 1888 an der Kaiserlichen Universität Dorpat Theologie studierte. 1888 wurde er in die Studentenverbindung Curonia aufgenommen. Er schloss 1889 sein Studium als graduierter Student ab. 1890 wurde er Pastor-Adjunkt in Sallgalln und 1891 Pastor-Vikar der Diözese Doblen. Noch 1891 trat er dann die Nachfolge seines Vaters als Pastor in Hofzumberg an. Seine Amtsführung galt als still und väterlich. Es ist aber bekannt, dass er unter einer manisch-depressiven Erkrankung litt.
Verheiratet war Arnold von Rutkowski ab 1896 mit Elisabeth Thekla Maria von Rutkowski, geborene von Bahder, einer Tochter des Gouvernements-Archivars von Twer, Eduard von Bahder. Neben seiner geistlichen Tätigkeit in Hofzumberg war er, ebenso wie der 1905 ermordete Pastor Karl Schilling, der 1906 ermordete Propst Ludwig Zimmermann, die 1919 von Bolschewiki hingerichteten Pfarrer Hans Bielenstein, Alexander Bernewitz, Xaver Marnitz, Paul Fromhold-Treu, Christoph Strautmann, Karl Schlau, Eberhard Savary, Eugen Scheuermann und Wilhelm Gilbert und wie die Pastoren Gustav Cleemann und Erwin Gross, die an den Folgen ihrer Gefangenschaft bei den Bolschewiki starben, ordentliches Mitglied der Lettisch-Literärischen Gesellschaft, die sich der Erforschung der lettischen Sprache, Folklore und Kultur widmete. Diese Gesellschaft wurde überwiegend von deutsch-baltischen Pastoren und Intellektuellen getragen. Für die Letten selbst war eine höhere Bildung zur Zeit der kaiserlich-russischen Vorherrschaft noch kaum zugänglich, ihre Kultur führte ein Schattendasein.
Im Anschluss an die Russische Revolution von 1905, die sich für ihn als leidvoll erwies, blieb von Rutkowski auf Wunsch seiner Gemeinde trotz der Gefahr für die Landpastoren in seinem Pastorat.
Arnold von Rutkowski hatte sieben Kinder, das sechste war Lothar Stengel-von Rutkowski, der am 3. September 1908 in Hofzumberg geboren wurde.
Nach acht friedlichen Jahren folgten die Schrecken des Ersten Weltkrieges. Von Rutkowski drohte das Exil durch die russischen Behörden. Es kam nicht dazu, da die deutschen Truppen relativ schnell in Hofzumberg einrückten.
Als sich im Lettischen Unabhängigkeitskrieg die Bolschewiki näherten, blieb von Rutkowski bei seiner Gemeinde, da seine Freunde ihm ihren Schutz versprochen hatten. Als die Bolschewiki Hofzumberg besetzt hatten, kam es zu Hausdurchsuchungen; es war sogar beabsichtigt, von Rutkowski zu verhaften. Bei der geplanten Verhaftung kniete er zum Gebet nieder. Die Bolschewiki urteilten: „Der ist ja verrückt.“ und ließen ihn zunächst in Frieden.
Einige Tage später, am 27. Februar 1919, kam es doch zur Verhaftung Arnold von Rutkowskis und seines 16-jährigen Sohnes durch andere Bolschewiki. Sie wurden mit anderen Gefangenen nach Mitau gebracht und dort im Gefängnis inhaftiert. Von Rutkowskis Gemeinde sah dabei untätig zu; Bemühungen um die Freilassung von Rutkowskis und seines Sohnes gab es nur von Seiten ihrer Familie. Dies führte dazu, dass auch die Ehefrau des Pastors festgenommen und im Frauengefängnis inhaftiert wurde, gemeinsam mit ihren jüngsten Kindern, die erst 11 beziehungsweise 3½ Jahre alt waren. Die Kinder wurden kurz darauf in die Obhut von Verwandten gegeben. Von Rutkowski, seine Frau und ihr jugendlicher Sohn blieben in Haft. Weitere Informationen zur Gefangenschaft sind nicht erhalten.
Arnold von Rutkowski und seine Frau wurden schließlich am Abend des 14. März 1919 gemeinsam mit 47 weiteren Gefangenen auf dem Gefängnishof von den Bolschewiki erschossen.

## Nachleben
Am 18. März 1919 rückte die Baltische Landeswehr, darunter die vier ältesten Söhne von Rutkowskis, in Mitau ein. Die Vier konnten ihren jüngeren Bruder befreien.
Arnold von Rutkowskis Sohn Lothar war zum Zeitpunkt der Hinrichtung seiner Eltern erst zehn Jahre alt. Dessen spätere Hinwendung zum Nationalsozialismus wird von den Anthropologen Boria Sax und Peter Klopfer auf diese traumatische Erfahrung zurückgeführt, ohne sie zu rechtfertigen: “The trauma of the experience partially explains, though it can certainly not excuse, his later passionate embrace of the Nazi.”